# تپه گورستان ضیاءآباد
تپه قبرستان ضیاء آباد مربوط به دوران پیش از تاریخ ایران باستان است و در شهرستان شازند، بخش مرکزی، روستای ضیاء آباد واقع شده و این اثر در تاریخ ۹ اردیبهشت ۱۳۸۲ با شمارهٔ ثبت ۸۵۹۰ به‌عنوان یکی از آثار ملی ایران به ثبت رسیده است.